# عباس اردهالی
عباس اردهالی (زادهٔ ۱۹۵۹) جراح قلب و عروق ایرانی–آمریکایی است. اردهالی در تهران به دنیا آمده و در دوران دبیرستان به ایالات متحدهٔ آمریکا نقل مکان کرده‌است.

## تحصیلات
اردهالی دوره تکمیلی تخصصی خود را در رشته جراحی قلب در یوسی‌ال‌ای و دوره دستیاری پزشکی داخلی را در یو سی سان فرانسیسکو به پایان رسانده‌است. او همچنین دارای یک مدرک کارشناسی ارشد در رشته سلامت عمومی از یوسی برکلی، یک مدرک پزشکی از دانشکده پزشکی دانشگاه اموری، یک مدرک کارشناسی ارشد در دو رشته مهندسی شیمی و بیوشیمی و یک مدرک کارشناسی در دو رشتهٔ بیولوژی و بیوشیمی از دانشگاه راتگرز است.

## حرفه
اردهالی از سال ۱۹۹۷ عضو هیئت علمی دانشگاه یوسی‌ال‌ای بوده‌است. او همچنین بین سالهای ۱۹۹۸ تا ۲۰۱۲ به عنوان رئیس بخش جراحی قلب و عروق در بیمارستان نظامیان غرب لس آنجلس خدمت کرد. او ریاست برنامه پیوند قلب و ریه دانشگاه UCLA را نیز به عهده دارد. این بخش در سال ۲۰۱۶ از سوی شبکه متحد پیوند اعضا، بزرگترین برنامه پیوند قلب و ریه در ایالات متحده شناخته شد. اردهالی و همکارانش در به کار گرفتن فناوری‌های جدید برای پیشرفت دانش پیوند قلب و ریه پیشتاز بوده‌اند و تجربه ای عمیق در بسیاری از موارد پیچیده‌ای دارند که مراکز دیگر پیوند توان پرداختن به آنها را ندارند.
دستاوردهای حرفه‌ای او شامل ایجاد یک فناوری مبتکرانه برای پیوند قلب و ریه در حال تپش یا در حال تنفس است. این فناوری می‌تواند نتایج بالینی را بهبود بخشد و بانک اهداکنندگان اندام را برای کمک به بیماران گسترش دهد. او همچنین فناوری جدیدی را ایجاد و ثبت کرده که به واسطه آن می‌توان مراقبت از بیماران مبتلا به بیماری وخیم ریه را بهبود بخشید.
اردهالی عضو داوطلب چندین کمیته مرتبط به شبکه‌های متحد تبادل اعضا و چندین سازمان علمی است و همچنین دارای جایگاه‌های هدایت کننده/رهبری/راهبری در جامعه بین‌المللی پیوند قلب و ریه، جامعه جراحان پیوند اعضای آمریکا، اتحادیه جراحی قفسه سینه آمریکا و جامعه جراحان قفسه سینه می‌باشد.
علاوه بر این وی یکی از نویسندگان کتاب «جراحی قلب خوانساری: پادمان‌ها و اشتباهات تکنیک‌های عملی» است که در سال ۲۰۱۶ منتشر شد. او همچنین نویسنده فصل‌هایی از چندین کتاب و بیش از ۱۰۰ نسخه و رساله در مجله‌های کارشناسی است. شبکه‌های خبری ای‌بی‌سی، آسوشیتدپرس، سی‌ان‌ان، ان‌بی‌سی، سی‌بی‌اس، برنامه «شوی تلویزیونی پزشکان» و شبکه الجزیره تاکنون با او مصاحبه گرده‌اند.

## جوایز و افتخارات
در میان جوایز و افتخارات دریافتی بسیار، اردهالی تقدیرنامه‌ای از مجلس نمایندگان ایالت کالیفرنیا و جایزه «نفس زندگی» از بنیاد فیبروز سیستیک دریافت کرده‌است.
او که استاد جراح در بخش قلب و عروق دانشکده پزشکی دیوید گفن در دانشگاه کالیفرنیا، لس‌آنجلس است در سال ۲۰۱۷ از طرف ائتلاف ملی سازمان‌های قومی برای دریافت نشان افتخار جزیره الیس انتخاب شدو در روز ۱۳ مه ۲۰۱۷ در جزیره تاریخی الیس در شهر نیویورک این جایزه را دریافت کرد.

## زندگی شخصی
او و همراه همسرش میترا، که دندانپزشک است، دارای ۲ دختر به نام‌های لیلا و سارا هستند که آنها نیز دانشجوی برنارد کالج و دانشگاه کلمبیا هستند.